# 18151 Licchelli
18151 Licchelli (2000 OT60) là một tiểu hành tinh vành đai chính.